# Петър Бърнев
Петър Христов Бърнев е български математик и информатик, ст.н.с. I степен в Българската академия на науките, дългогодишен ръководител на секция „Информационни системи“ в Института по математика на БАН.

## Биография
Роден е на 28 февруари 1935 г. в София. Завършва математика в Софийския университет. Специализира в Обединения институт за ядрени изследвания в гр. Дубна, Русия (1961 – 1963), в Института „Блез Паскал“, Париж (6 месеца) и краткосрочно в други чуждестранни научни организации.
През 1960 г. постъпва в Института по математика на БАН, където е последователно научен сътрудник, старши научен сътрудник II степен и старши научен сътрудник I степен (от 1984).
През 1963 г. към Института по математика е създадена секция „Числени методи“ с ръководител Благовест Сендов. През юли същата година към секцията е сформирана група „Автоматизация на програмирането“, а за неин ръководител е назначен Петър Бърнев.
През 1982 г. основава „Лаборатория по приложения на математиката“ в същия институт, който по това време вече се казва „Институт по математика и информатика“. Дългогодишен ръководител е на секция „Информационни системи“ в същия институт, която тогава се нарича „Математическо осигуряване“, а от 1995 г. – „Информационни изследвания“.
През 1997 г. той основава Асоциацията „Развитие на информационното общество“ и е неин председател до смъртта си.
Умира на 75 години на 29 април 2010 г.